# V-J Day in Times Square

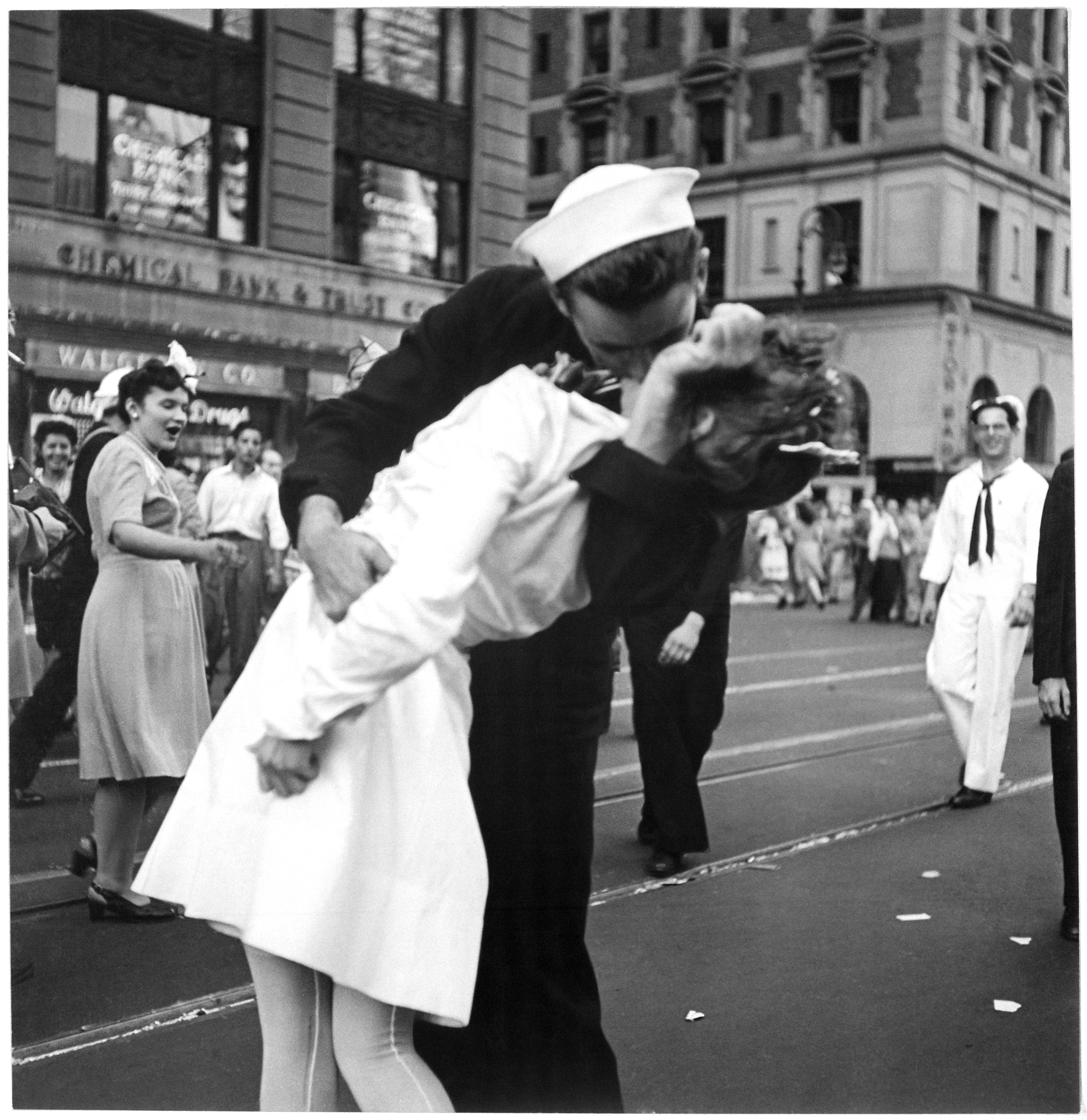
Kuss-Szene am Times Square, fotografiert von Victor Jorgensen aus einer anderen Perspektive als das berühmte Eisenstaedt-Bild

V-J Day in Times Square ist der Titel eines Fotos des deutsch-amerikanischen Fotoreporters Alfred Eisenstaedt. Es entstand am 14. August 1945, dem Tag der bedingungslosen Kapitulation Japans im Zweiten Weltkrieg, der in den Vereinigten Staaten (USA) auch als „Victory over Japan Day“ beziehungsweise kurz „V-J Day“ bezeichnet wird. Das Foto gilt als eine der bekanntesten Aufnahmen aus dem Zweiten Weltkrieg und zeigt einen Matrosen der US-Marine, der eine Krankenschwester im Arm hält und küsst. Es erschien in der Ausgabe vom 27. August 1945 des Life Magazine und wurde in den USA landesweit zum Symbol der Hoffnung und der spontanen Freude über das Ende des Krieges.
Von Victor Jorgensen, einem Fotografen der US-Marine, existiert unter dem Titel Kissing the War Goodbye eine weitere Aufnahme, welche die gleiche Szene aus einer anderen Perspektive zeigt.

## Entstehung und Wirkung
Die fototechnischen Details waren nach Angaben von Alfred Eisenstaedt eine Belichtungszeit von 1/125 Sekunde, eine Blendenzahl zwischen 5,6 und 8 sowie Kodak Super Double X als Filmmaterial in einer Kamera der Firma Leica. Die Entstehung des Bildes hat er folgendermaßen beschrieben:

„In Times Square on V.J. Day, I saw a sailor running along the street grabbing every girl in sight. Whether she was a grandmother, stout, thin, old, didn’t make any difference. I was running ahead of him with my Leica looking back over my shoulder. But none of the pictures that were possible pleased me. Then suddenly, in a flash, I saw something white being grabbed. I turned around and clicked the moment the sailor kissed the nurse. If she had been dressed in a dark dress I would never have taken the picture. If the sailor had worn a white uniform, the same. I took exactly four pictures. It was done within a few seconds.“

„Am V-J Day sah ich einen Matrosen am Times Square die Straße entlang laufen, der jedes Mädchen an sich zog, das er sah. Es machte keinen Unterschied (für ihn), ob sie eine Großmutter war, stämmig, dünn oder alt. Ich lief vor ihm mit meiner Leica und blickte zurück über meine Schulter. Aber keines der möglichen Bilder gefiel mir. Dann sah ich plötzlich, wie er sich blitzartig etwas Weißes griff. Ich drehte mich um und erwischte den Moment, in welchem der Matrose die Krankenschwester küsste. Wäre sie dunkel gekleidet gewesen, dann hätte ich dieses Bild nie gemacht. Ebensowenig, wenn der Matrose eine weiße Uniform getragen hätte. Ich machte genau vier Bilder. Alles geschah in wenigen Sekunden.“

Das Foto erschien auf der ersten Seite des Life Magazine als Teil einer Serie von 14 Fotos, die den Titel „The Men of War Kiss from Coast to Coast“ trug, und war das einzige ganzseitige Bild dieser Serie. Es zählt seit der Erstveröffentlichung zu einem der beliebtesten Motive aus dem Zweiten Weltkrieg. Die Popularität des Fotos in den USA ist vergleichbar mit der Aufnahme „Raising the Flag on Iwo Jima“ des Fotografen Joe Rosenthal, welche die Errichtung der amerikanischen Flagge während der Schlacht um Iwojima zeigt. Das Bild des küssenden Matrosen ist bis in die Gegenwart in Form von Postern und gerahmten Drucken erhältlich. Seit dem Jahr 2005 findet am Times Square jährlich am Jahrestag der Entstehung der Aufnahme eine Veranstaltung statt, bei der Paare, zum Teil in entsprechender Verkleidung, die Szene des Bildes nachstellen.
Zur Wirkung des Bildes haben verschiedene Faktoren beigetragen. Fotografisch kann es, gemessen am Stand der Fototechnik der damaligen Zeit und den Umständen seiner Entstehung, als gelungene Aufnahme bewertet werden. Es ist scharf, kontrastreich sowie hinsichtlich der Verteilung der Bildelemente ausgewogen, und wurde weder gestellt noch nachbearbeitet oder anderweitig manipuliert. Die Körperhaltung der beiden Beteiligten ähnelt einem tanzenden Paar im Ballett und vermittelt damit die romantisierende Wahrnehmung von Kussszenen in klassischen Bühnenstücken. Wahrscheinlich den größten Anteil an der Wirkung des Bildes hatte nach Ansicht von Kultur- und Kommunikationswissenschaftlern jedoch die Tatsache, dass es die landesweite kollektive Freude über das Ende des Krieges durch zwei individuelle Menschen symbolisierte, die – als Soldat und als Krankenschwester – in der Wahrnehmung der Öffentlichkeit stellvertretend für die Menschen standen, die durch ihre Aufopferungsbereitschaft den größten Anteil am Sieg der Vereinigten Staaten hatten. Auf der anderen Seite trug auch der Umstand, dass die Gesichter der beiden Beteiligten nicht zu erkennen sind, mit dazu bei, dass sich Millionen Menschen mit dem Bild identifizieren konnten.
Erst im 21. Jahrhundert wurde diese Abbildung eines gewaltsam erzwungenen, nicht einvernehmlichen Kusses als sexueller Übergriff, mithin als ein Ausdruck der Rape Culture verstanden. Dieser Ansicht stimmt auch die beteiligte Krankenschwester Greta Zimmer Friedman zu, auch wenn sie dem Matrosen George Mendonsa keine böse Absicht unterstellt. Die Situation wurde als sinnbildlich für die damalige Zeit beschrieben, in der Frauen Männern gegenüber als untergeordnet galten.

## Bild von Victor Jorgensen
Unter dem Titel „Kissing the War Goodbye“ existiert eine weitere Aufnahme der gleichen Szene, die von Victor Jorgensen, einem Fotografen der US-Marine, aus einer leicht abweichenden Perspektive gemacht wurde. Das Bild von Jorgensen zeigt etwas weniger Details des Times Square sowie des Geschehens in der unmittelbaren Umgebung. Darüber hinaus sind die beiden Hauptpersonen nicht vollständig abgebildet, und die Aufnahme ist etwas dunkler und unschärfer als das Foto von Alfred Eisenstaedt. Das Bild von Victor Jorgensen ist im Gegensatz zur Aufnahme von Eisenstaedt urheberrechtlich gemeinfrei, da es durch einen Angehörigen einer der US-Regierung unterstellten Institution während seiner Dienstzeit fotografiert wurde. Es erreichte aber nicht die Popularität des Fotos „V-J Day in Times Square“.

## Identität der Beteiligten

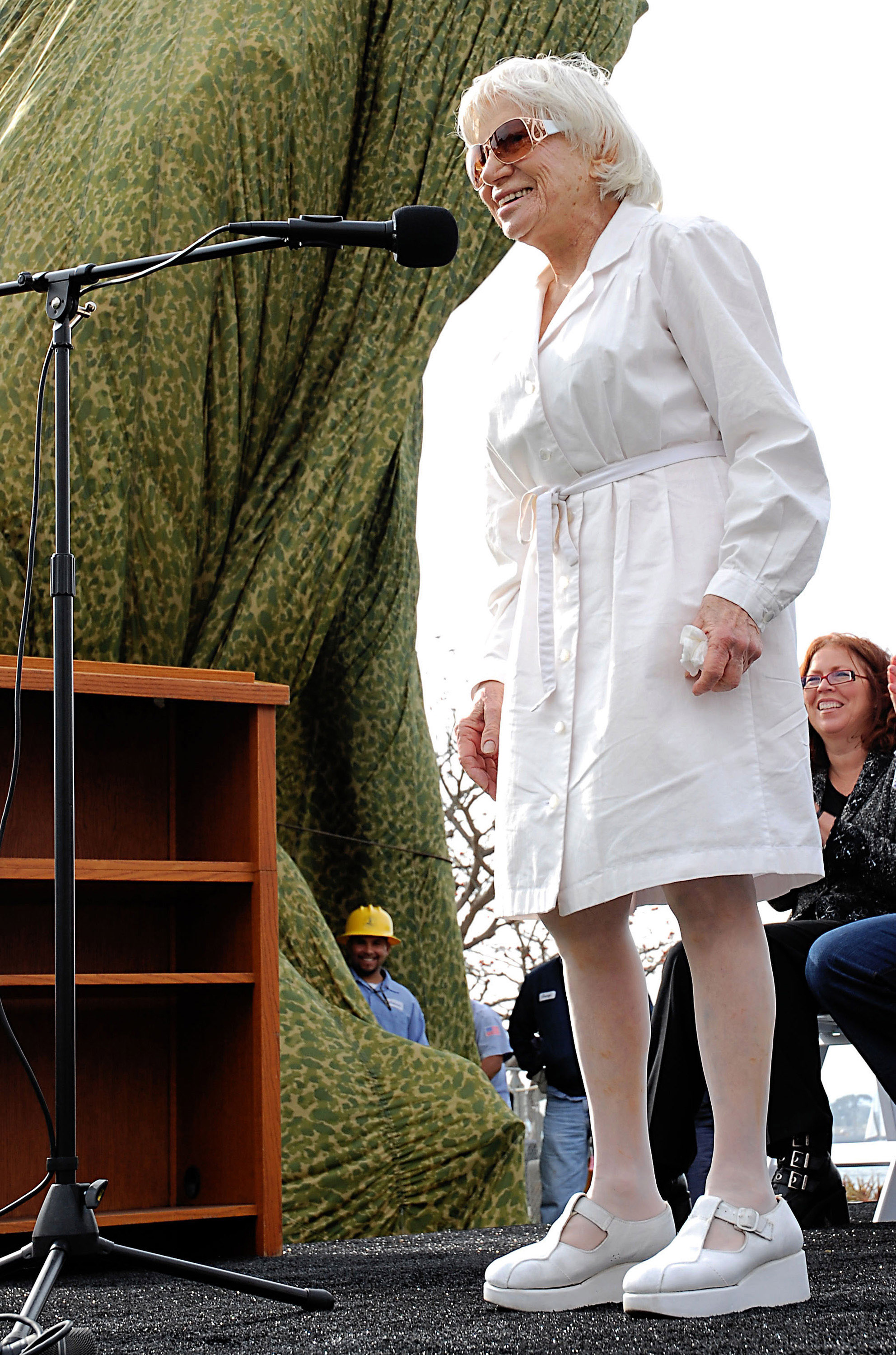
Edith Shain bei der Enthüllung einer Skulptur der Szene, 2007

Da Alfred Eisenstaedt in der Hektik der Feierlichkeiten am Times Square keine Gelegenheit hatte, von den beiden Beteiligten nähere Informationen zu erfragen, war deren Identität lange umstritten. So nahmen beispielsweise verschiedene Menschen in Anspruch, die Krankenschwester auf dem Foto zu sein, unter ihnen Edith Cullen Shain (1918–2010) aus Los Angeles, Greta Zimmer Friedman (1924–2016) aus Frederick, Maryland und Barbara Sokol aus Derby, Connecticut. Alfred Eisenstaedt selbst unterstützte dabei die Ansicht von Edith Shain.
Hinsichtlich des Matrosen gibt es rund 20 Männer, die ihren entsprechenden Anspruch in der Öffentlichkeit vertreten haben. Darunter sind zwei Personen, die aufgrund näherer Untersuchungen tatsächlich in Frage kommen. Für George Mendonsa (1923–2019) aus Newport, Rhode Island sprechen die Ergebnisse einer Bildanalyse, die im Jahr 2005 im Auftrag des Naval War College durchgeführt wurde. Dabei wurden unter anderem Übereinstimmungen in Bezug auf Narben und Tätowierungen festgestellt, soweit sie auf dem Foto erkennbar sind. Der seit vielen Jahren vertretene Anspruch von Glenn McDuffie (1927–2014) aus Houston wird von den Ergebnissen der Untersuchung einer Expertin der Forensigraphie bei der Polizei in Houston gestützt.  Sie hatte verschiedene anatomische Merkmale des damals Achtzigjährigen mit dem Originalfoto abgeglichen.
Die Autoren Lawrence Verria und George Galdorisi kommen in ihrem 2012 erschienenen Buch zu dem eindeutigen Schluss, dass die Beteiligten George Mendonsa und Greta Zimmer Friedman (1924–2016) waren.

## Zeitpunkt der Aufnahme
Der Zeitpunkt der Aufnahme war lange Zeit unbekannt, da selbst Eisenstaedt die Uhrzeit nicht nennen konnte. Ein Team um den Physikprofessor Donald Olson hat in einer Studie versucht, die Zeit herauszufinden. Zunächst ist auf der Uhr des Bondkaufhauses zu sehen, dass der Minutenzeiger auf Zehn vor voller Stunde stand. Mit Hilfe des Schattens des Loewgebäudes konnte der Winkel der Sonne berechnet werden. Diese stand bei 22,7°. Damit ergab sich eine Zeit von 17:51 Eastern Time.

## Künstlerische Bearbeitung
Das Bild war die Vorlage für die Skulptur „Unconditional Surrender“ (bedingungslose Kapitulation) des Künstlers J. Seward Johnson, die am 60. Jahrestag des V-J Day am Times Square enthüllt wurde.